# Ньюхарт, Боб
Джордж Роберт «Боб» Ньюхарт (англ. George Robert «Bob» Newhart; 5 сентября 1929[…], Ок-Парк, Иллинойс — 18 июля 2024, Лос-Анджелес, Калифорния) — американский актёр и комедиант, лауреат премий «Грэмми» (1961), «Золотой глобус» (1962) и «Эмми» (2013).

## Биография
Боб Ньюхарт родился 5 сентября 1929 года в Ок-Парк (Иллинойс) в семье Джулии Полин (урождённая Бёрнс; 1900—1993) и Джорджа Дэвида Ньюхарта (1900—1985). Его мать имела ирландское происхождение, а отец — ирландское, немецкое и английское. У Боба есть сестры: Вирджиния, Мэри Джоан и Полин. Одна из его бабушек была из Сент-Катаринс (Онтарио, Канада).
Ньюхарт получил образование в католических школах в районе Чикаго и закончил учёбу в 1947 году. Затем он поступил в Университет Лойола Чикаго, который окончил в 1952 году со степенью бакалавра в области управления бизнесом.
Вскоре был призван в армию и служил в Соединённых Штатах во время корейской войны в качестве менеджера по персоналу до выписки в 1954 году. После этого Ньюхарт также немного проучился в Loyola University Chicago School of Law на юридическом факультете, но не закончил его.

### Личная жизнь
В 1963 году женился на дочери актёра Билла Куинна (1912—1994) — Вирджинии «Джинни» Куинн (род. 1940). У пары четверо детей — Роберт, Тимоти, Дженнифер и Кортни.
Ньюхарт поддерживал дружеские отношения с известным комиком Доном Риклсом.

### Смерть
Скончался 18 июля 2024 года от осложнений, вызванных несколькими непродолжительными болезнями у себя дома в Лос-Анджелесе (Калифорния) в возрасте 94 лет.
После его смерти президент Джо Байден опубликовал заявление, в котором говорилось: «Сегодня мы скорбим об утрате Боба Ньюхарта, легенды комедии и любимого исполнителя, который заставлял американцев смеяться на протяжении десятилетий». Среди тех, кто отдал дань уважения Ньюхарту, были Чак Лорри, Риз Уизерспун, Кэрол Бернетт, Пол Фиг, Конан О’Брайен, Алек Болдуин, Билл Прэди, Джадд Апатоу, Кейли Куоко, Уил Уитон, Маим Бялик, Кунал Найяр, Джеймс Вудс, Иэн Армитидж, Эл Франкен, Кевин Зусман, Марк Хэмилл, Джейми Ли Кёртис и Зоуи Дешанель.

## Фильмография
| Год       |    | Русское название                                 | Оригинальное название                         | Роль                       |
| --------- | -- | ------------------------------------------------ | --------------------------------------------- | -------------------------- |
| 1962      | ф  | Ад для героев                                    | Hell Is for Heroes                            | рядовой Дрисколл           |
| 1968      | ф  | Горячие миллионы                                 | Hot Millions                                  | Уиллард К. Гнэтпоул        |
| 1970      | ф  | В ясный день увидишь вечность                    | On a Clear Day You Can See Forever            | доктор Мейсон Хьюм         |
| 1970      | ф  | Уловка-22                                        | Catch-22                                      | майор Майор Майор          |
| 1971      | ф  | Ломка                                            | Cold Turkey                                   | Мервин Рен                 |
| 1972—1978 | с  | Шоу Боба Ньюхарта                                | The Bob Newhart Show                          | доктор Роберт Хартли       |
| 1977      | мф | Спасатели                                        | The Rescuers                                  | Бернард                    |
| 1980      | ф  | Маленькая мисс Маркер                            | Little Miss Marker                            | Регрет                     |
| 1980      | ф  | Первая семья                                     | First Family                                  | президент Манфред Линк     |
| 1982—1990 | с  | Ньюхарт                                          | Newhart                                       | Дик Лаудон / Роберт Хартли |
| 1990      | мф | Спасатели в Австралии                            | The Rescuers Down Under                       | Бернард                    |
| 1994      | с  | Мерфи Браун                                      | Murphy Brown                                  | доктор Боб Хартли          |
| 1997      | ф  | Вход и выход                                     | In & Out                                      | Том Халливелл              |
| 1998      | мф | Оленёнок Рудольф                                 | Rudolph the Red-Nosed Reindeer: The Movie     | Леонард                    |
| 2003      | ф  | Блондинка в законе 2                             | Legally Blonde 2: Red, White & Blonde         | Сид Пост                   |
| 2003      | с  | Скорая помощь                                    | ER                                            | Бен Холландер              |
| 2003      | ф  | Эльф                                             | Elf                                           | Папа Эльф                  |
| 2004      | тф | Библиотекарь: В поисках копья судьбы             | The Librarian: Quest for the Spear            | Джадсон                    |
| 2005      | с  | Отчаянные домохозяйки                            | Desperate Housewives                          | Морти Фликман              |
| 2006      | тф | Библиотекарь 2: Возвращение в Копи Царя Соломона | The Librarian: Return to King Solomon's Mines | Джадсон                    |
| 2008      | тф | Библиотекарь 3: Проклятие иудовой чаши           | The Librarian: Curse of the Judas Chalice     | Джадсон                    |
| 2011      | с  | Морская полиция: Спецотдел                       | NCIS                                          | доктор Уолтер Магнус       |
| 2011      | ф  | Несносные боссы                                  | Horrible Bosses                               | Лу Шерман                  |
| 2011      | тф | Пять                                             | Five                                          | доктор Рот                 |
| 2013—2017 | с  | Теория Большого взрыва                           | The Big Bang Theory                           | Артур Джеффрис             |
| 2014—2015 | с  | Библиотекари                                     | The Librarians                                | Джадсон                    |